# Velká Úpa
Velká Úpa (německy Gross Aupa) je část města Pec pod Sněžkou v okrese Trutnov ve východní části Krkonoš.
Velká Úpa leží 2,5 kilometru východně od centra Pece pod Sněžkou. S Pecí je spojena silnicí 296 do Trutnova, která vede podél toku řeky Úpy. Ve Velké Úpě žije 321 obyvatel
Již za První republiky se v obci nacházela v poloroubené stavbě vyhlášená cukrárna.[zdroj?]

## Lyžařský areál

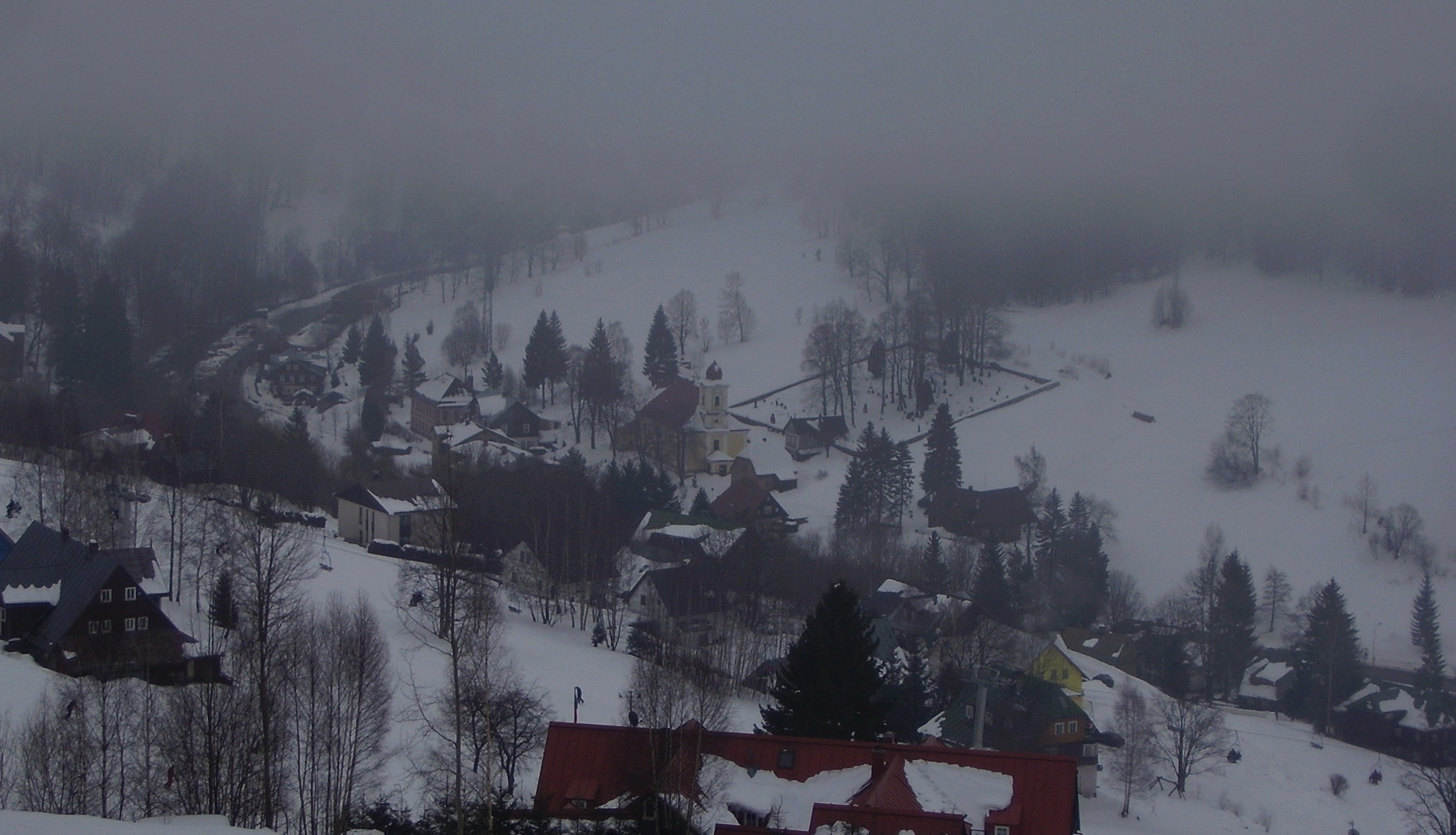
Pohled na západní část ze stráně Pěnkavčího vrchu

Ve Velké Úpě se nachází lyžařský areál SkiPort Velká Úpa s lanovou dráhou spojující Velkou Úpu a Portášovy Boudy a dvěma vleky.

## Pamětihodnosti
- Kostel Nejsvětější Trojice

## Rodáci
- Eugen Bönsch (1897–1951), letecké eso v 1. světové válce a průkopník bezmotorového létání v Čechách